# Amata divisa
Amata divisa là một loài bướm đêm thuộc phân họ Arctiinae, họ Erebidae.